# Dessiccation
 (janvier 2018).
Si vous disposez d'ouvrages ou d'articles de référence ou si vous connaissez des sites web de qualité traitant du thème abordé ici, merci de compléter l'article en donnant les références utiles à sa vérifiabilité et en les liant à la section « Notes et références ».

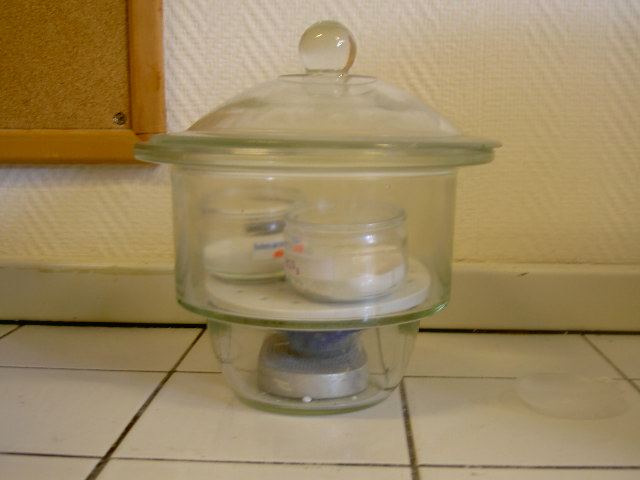
Dessiccateur de laboratoire pour la conservation de produits anhydres.

La dessiccation (également orthographié dessication) est un processus ou un procédé d'élimination de l'eau d'une substance, ou d'un milieu, à un stade poussé. Il s'agit d'une déshydratation conduisant à une grande perte d'eau. Ce phénomène peut être naturel ou forcé. La dessiccation est, par exemple, l'opération consistant à réduire, voire à éliminer complètement, l'humidité de l'air.
Ce phénomène désigne aussi un stress abiotique (air fortement desséchant) imposé par le milieu aérien aux premières plantes et animaux émergeant de l'eau qui ont limité les pertes en eau en développant un tégument ou une cuticule imperméables. Il implique également les adaptations des espèces actuelles à leur environnement en relation avec ce stress de dessiccation. La tolérance à la dessiccation (en) est définie comme la capacité d'un organisme à survivre au dessèchement dans des conditions de sécheresse extrême.

## Technique
Le séchage, généralement par exposition à un air sec, est un cas particulier de dessiccation.
On opère souvent par transfert de l'humidité sur un composé hydrophile (le dessiccant), par exemple l'acide sulfurique pour absorber l'humidité atmosphérique en laboratoire de chimie.

## Alimentation

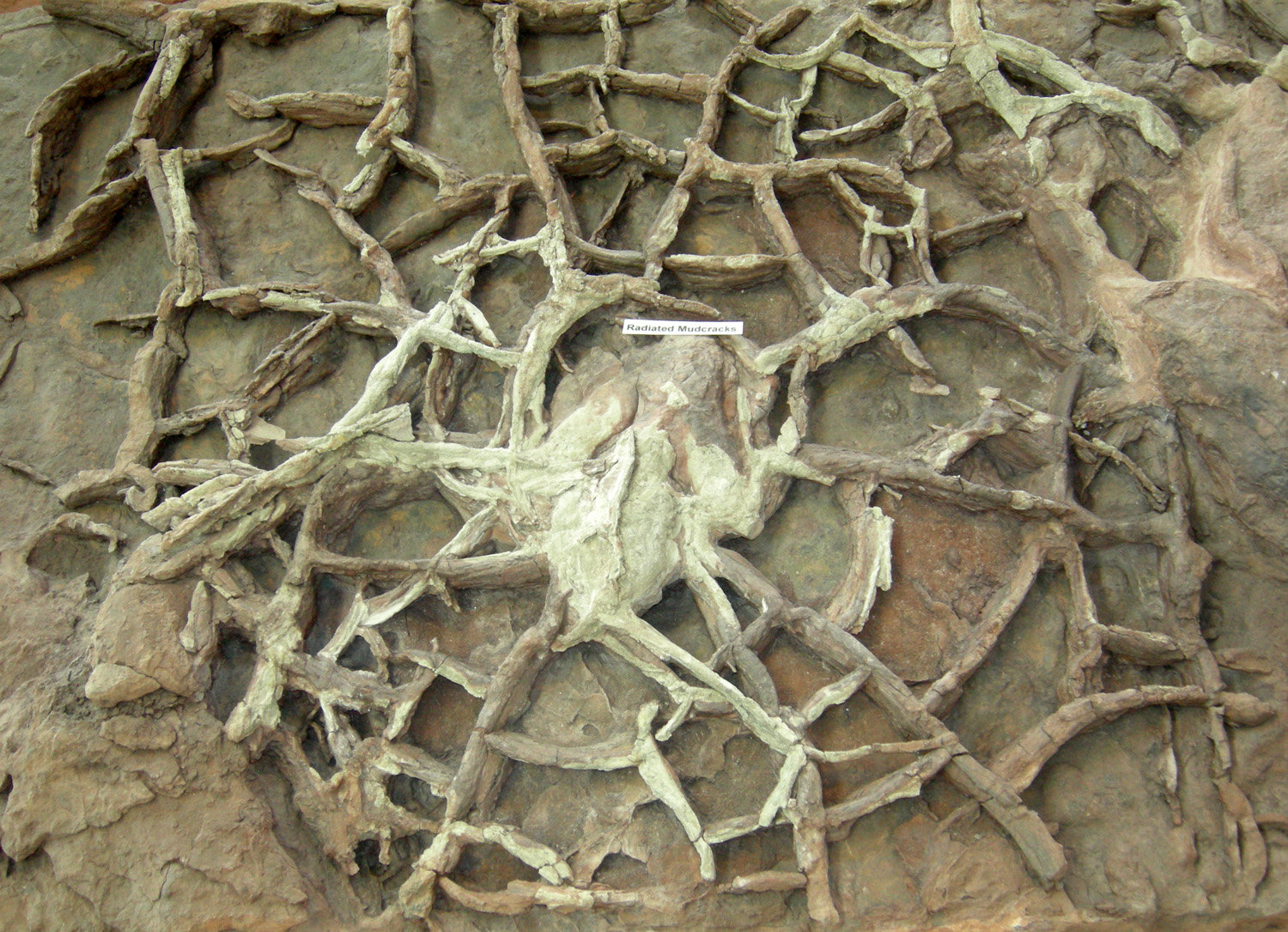
Fissures de dessiccation centripètes dans la Lower Jurassic Moenave Formation au St. George Dinosaur Discovery Site à Johnson Farm, dans le sud-ouest de l'Utah. Empreinte de dinosaure au centre.

Dans le cas des produits alimentaires déshydratés, comme pour la conservation de la viande par exemple, la dessiccation est variable et constante.
Pour certains produits les professionnels cherchent à limiter ce phénomène[réf. nécessaire].
Pour les produits alimentaires, il existe un synonyme de la dessiccation : l'exsudation. Le jus qui s'écoule et s'évapore d'un produit s'appelle donc l'« exsudat ».
Certains aliments sont volontairement lyophilisés dans un but pratique et de conservation (ex. : nouilles, riz, semoule).

## Construction
Une dessiccation trop rapide des bétons, mortiers et plâtres lors de leur « prise », peut en altérer fortement les caractéristiques techniques. Notamment, la résistance du matériau à l'application d'une charge peut diminuer de manière significative.

## Agriculture

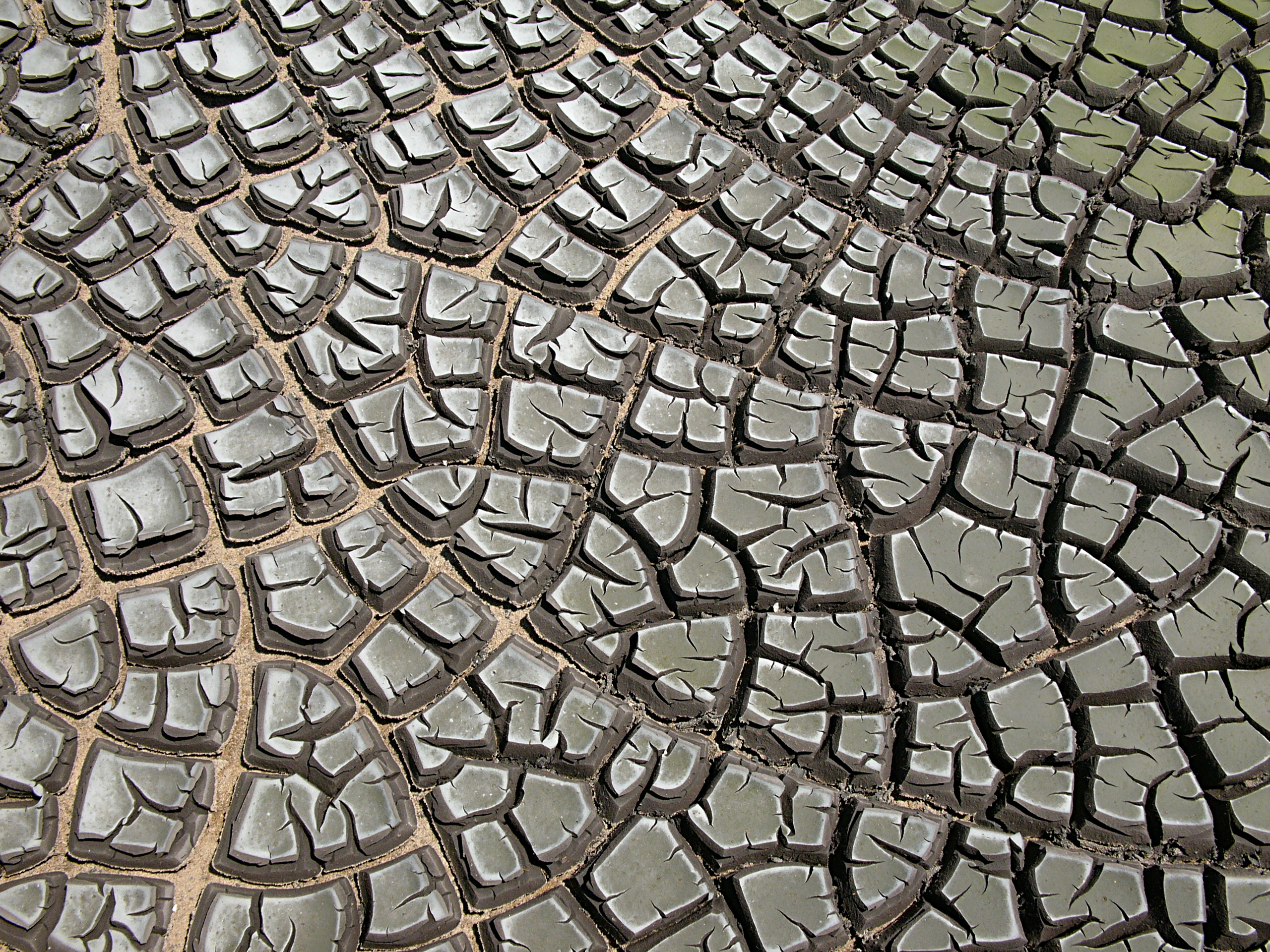
Craquellement et structure lamellée de boue sédimentée et desséchée.

Des herbicides sont aussi appelés « dessiccants » (ancien mot : défoliant), utilisés en agriculture par exemple pour la culture de porte-graines pour faciliter ensuite la récolte (par exemple la betterave porte-graines ou la luzerne porte-graines). Cela remplace peu à peu l'andainage.

## Climatisation
Des « systèmes de climatisation par dessiccation » utilisent une roue dessiccative qui déshumidifie l'air par absorption de l'eau permettant son refroidissement.

## Déchets
Certains déchets riches en eau ou fermentescibles (risquant de provoquer des nuisances olfactives ou des risques microbiens et sanitaires) sont compressés et éventuellement séchés pour être plus facilement gérés.
En France, une jurisprudence récente émise par la cour d'appel de Bourges a précisé que sécher n'est pas composter ni hygiéniser, et que le séchât issu d'un sécheur de biodéchets reste un déchet soumis à la réglementation sur les déchets ainsi qu’à celle sur les sous-produits animaux (SPA). Le séchat doit donc être hygiénisé s’il contient des sous-produits animaux (ex : restes de viande, poisson, œufs, produits laitiers, déchets de cuisine et de table/DCT). Il ne peut pas être considéré comme « engrais » ni « amendement », « fertilisant » ou « compost ». Après compostage ils peuvent être jugés « valorisés ».

## Moyens de transport

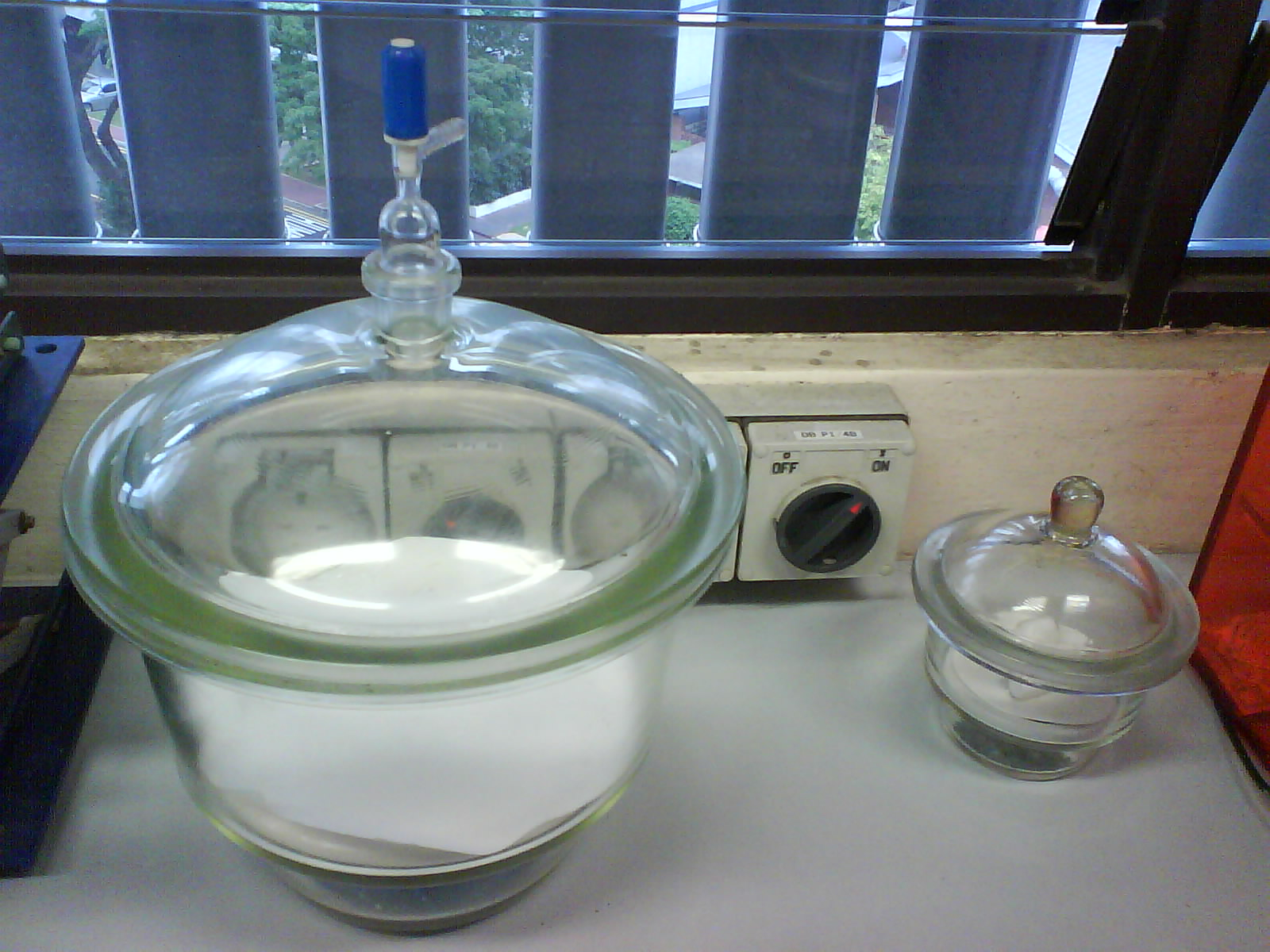
Dessiccateurs (celui de gauche est à vide). Le gel de silice, avec indicateur de chlorure de cobalt (en bleu), placé au fond est utilisé comme agent déshydratant.

De nombreux moyens de transport (type poids lourd et train) utilisant un système de freinage pneumatique sont équipés de dessiccateurs. Ils se présentent sous forme de cloche métallique qui filtre l’humidité contenue dans l'air ambiant en vue de rendre le circuit de freinage insensible aux températures en dessous de zéro.

## Divers
Dans la distribution et conservation de matières sensibles à l'humidité, on utilise un dessiccant (ou déshydratant), par exemple :
- sous forme d'une pellicule mise entre un bouchon et une bouteille qui empêche l'humidification du contenu ;
- à l'intérieur du bouchon des flacons de médicaments, sous forme de granulés ;
- dans un sachet en papier (souvent une inscription indique « Ne pas manger » ou Do not eat) placé dans un contenant fermé.